# Meister von Osma

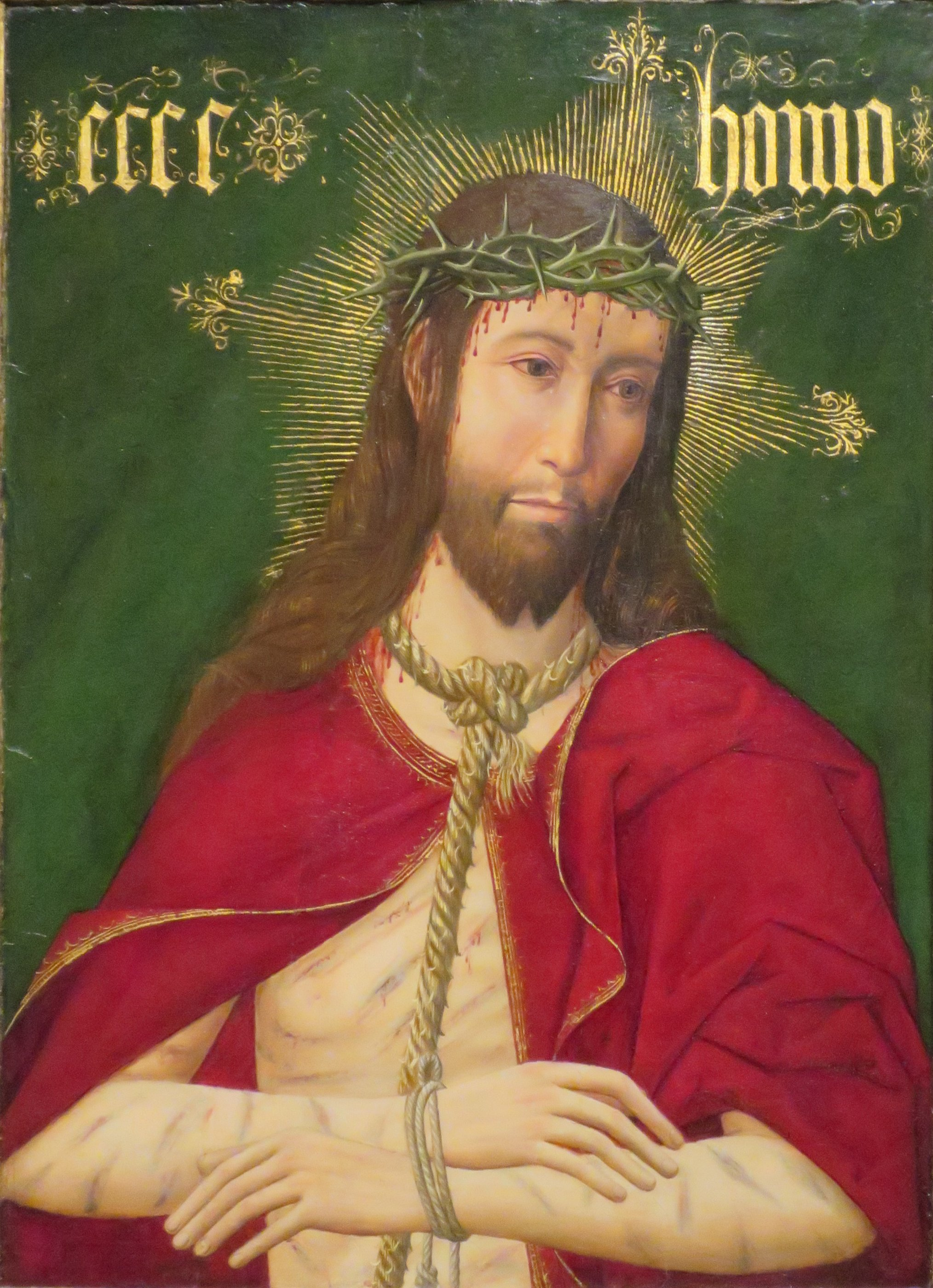
Meister von Osma: Christus mit der Dornenkrone, 15. Jahrhundert, Los Angeles County Museum of Art.

Als  Meister von Osma  (spanisch Maestro de Osma, Maestro de Burgo de Osma; englisch  Master of Osma) wird ein Maler der Spätgotik  bezeichnet, der ab Anfang oder Mitte des 15. Jahrhunderts auf der Iberischen Halbinsel im Königreich Kastilien tätig war. Der namentlich nicht bekannte Künstler erhielt seinen Notnamen nach Bildern, die er für einen Marienaltar der Kathedrale Santa María de la Asunción in El Burgo de Osma geschaffen hat. Der Altar ist nicht mehr komplett erhalten, eine Handvoll erhaltener Bilder ist heute auf Museen in Spanien und Frankreich zerstreut.
Der Meister von Osma steht dem Malstil der Hispano-flämischen Schule nahe. Er war in El Burgo de Osma zur gleichen Zeit tätig wie Diego de la Cruz, ein weiterer Maler dieser Stilrichtung.
Es wurde vorgeschlagen, den Meister von Osma mit dem Maler Jaime Mateu gleichzusetzen, diese Vermutung wurde jedoch nicht bestätigt.
Auch  die Gleichsetzung des Meisters von  Rubielos de Mora mit dem Meister von Osma  ist umstritten.

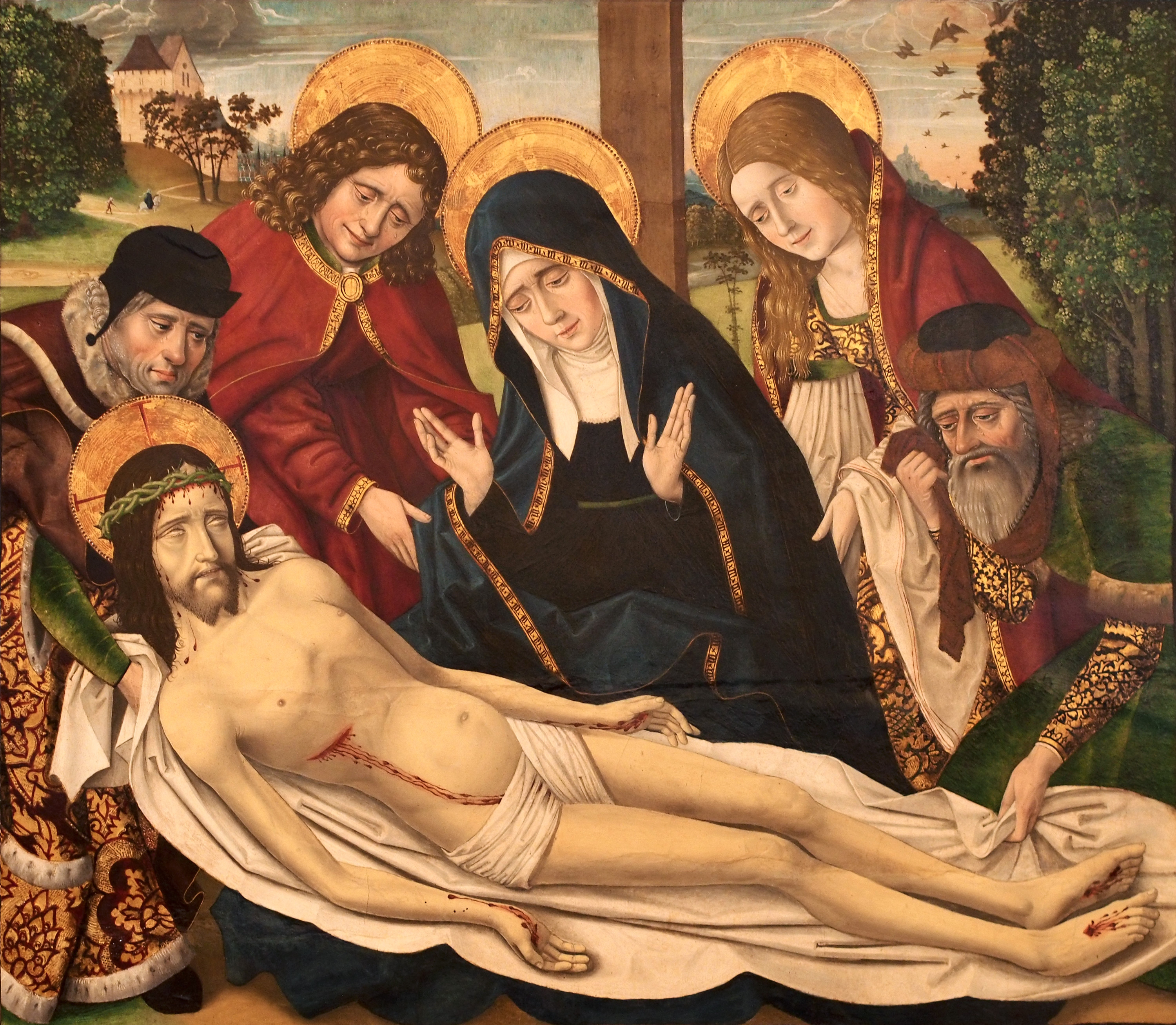
Beweinung Christi, Museo de Valladolid (Valladolid, Spanien).

## Werke (Auswahl)
- Maria Himmelskönigin (Virgen entronizada), Musée du Louvre, Paris, Inv. Nr. R.F. 1579
- Der Heilige Ambrosius, Musée du Louvre, Paris, Inv. Nr. R.F. 1709
- Der Heilige Johannes Baptista, Musée du Louvre, Paris, Inv. Nr. R.F. 1708
- Die Jungfrau mit Engeln (Virgen de los Angeles), Museo Catedralicio – Diocesano, El Burgo de Osma
- Christus mit der Dornenkrone, Los Angeles County Museum of Art, Los Angeles, CA, Inv. Nr. 53.52[8]